# Rua Santos Minho
A Rua Santos Minho é um pequeno arruamento no centro da cidade da Póvoa de Varzim em Portugal.

## História

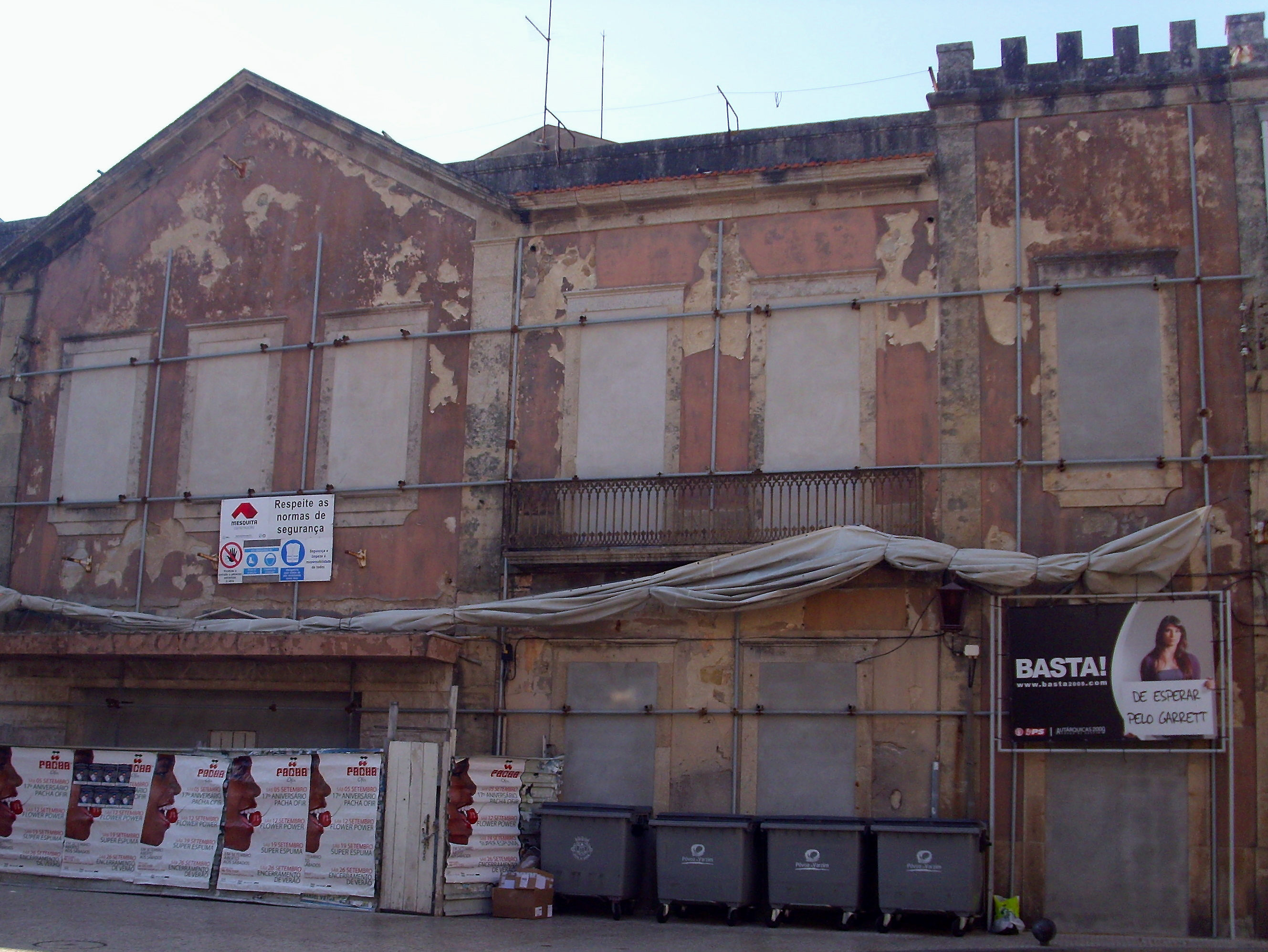
Parte da fachada degradada do Teatro Garrett antes do início das obras de recuperação com cartaz político com "Basta de esperar pelo Garrett."

A rua Santos Minho, inicialmente Rua Freitas Soares em honra ao governador civil do Porto, foi criada para ligar o centro da cidade ao bairro frequentado pelos banhistas.
No Campo das Cobras, quarteirão da Santos Minho (até à Rua das Hortas) com a Rua Manuel Silva, era onde se instalavam os circos e praças de touros improvisadas construídas em madeira. Nesse local surgiu em 1904, a "Aula Alexandre Herculano", mais tarde denominada "Escola dos Sininhos".
A tradição teatral da Póvoa de Varzim pode ser recuada até 1793, quando a Póvoa organizou importantes festejos para celebrar o nascimento de Maria Teresa, Princesa da Beira, filha de D. João VI, na altura ainda Príncipe Regente. Ao teatro que se tinha construído ao lado da praça de touros, veio o corregedor da comarca Francisco de Almada e Mendonça assistir a uma ópera italiana. Do programa de quatro dias, de 24 a 27 de agosto, constavam duas óperas italianas, várias comédias portuguesas e uma pequena peça italiana, para além de vários combates de touros.
No início da rua, no número 10, localizava-se o Salão Teatro, local que era escolhido pelas associações locais para récitas, apresentando teatro e "cinema da elite", cujo edifício dos dias de hoje datará de 1910. Este teatro foi construído no local onde anteriormente funcionavam barracões denominados Chalet Lisbonense e Theatro Lisbonense. O edifício perdeu a sua utilidade histórica, passando a ser usado até para revenda de gás. Na Era da Informação, a notoriedade histórica do espaço foi reavivada, levando um grupo de cidadãos a recuperar o edifício e a devolvê-lo à cultura com um espaço denominado Theatro criando um restaurante, livraria e galeria de artes.
O primitivo teatro Garrett funcionou inicialmente num elegante edifício de madeira construído em 22 de Agosto de 1873 e tinha sido financiado por cinco cidadãos do Porto. A 4 de Setembro de 1876 foi inaugurado o novo teatro Sá da Bandeira, também construído em madeira. Este teatro funcionava no gaveto da Rua do Norte (hoje Rua da Alegria) com o Largo do Rego (hoje Largo David Alves). O Teatro abriu com o drama O Cabo Simão, por uma companhia espanhola e apresentou exitos como «A Filha do Mar». Ao lado do novo Teatro Garrett, construído no final do século XIX e encabeçando a Rua Santos Minho, funcionou o Salão Recreativo Dramático, onde actuou a companhia amadora residente Troupe Dramática Recreativa Povoense nos anos de 1897 e 1898.
Nos primeiros anos do século XX, A Póvoa era roteiro preferencial de grandes artistas nacionais e internacionais, sobretudo espanhóis. Era na Póvoa que as vedetas da época iniciavam a sua tournée por Portugal. No Norte, a Póvoa era onde existiam mais casas de espetáculos, em especial cafés-concerto. Cada casa trazia à Póvoa o que havia de melhor na música, arte dramática e bailado. O Teatro Garrett era o grande teatro da época.
A zona perdeu todos os seus teatros, salvando-se o Garrett, que devido a mais de um século na vida cultural local encerrou para reabilitação e tornou-se num equipamento público.

## Morfologia urbana

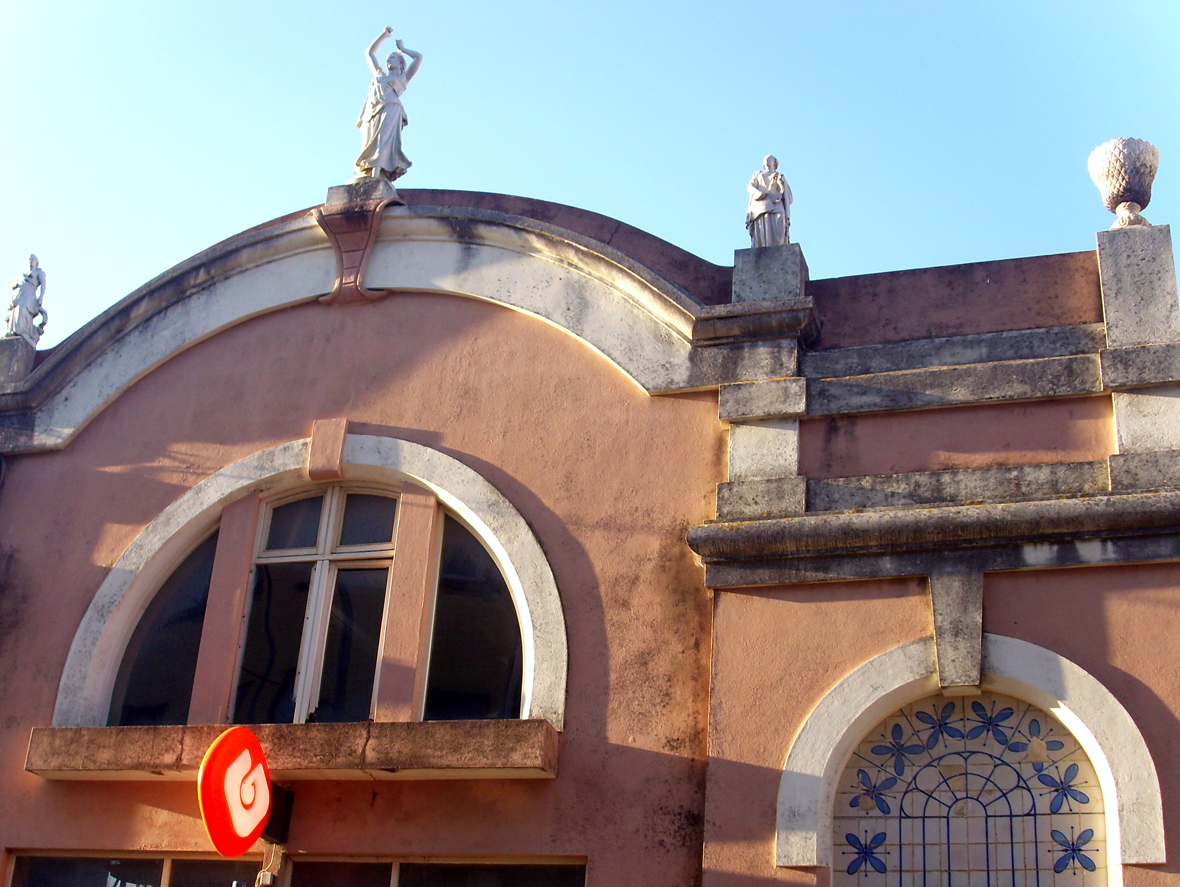
Fachada em degradação do Salão Teatro.

A rua segue paralela à Rua da Junqueira, antiga rua comercial bastante popular entre locais e turistas. O percurso de ambas as ruas é ligado por pequenos arruamentos pedonais: Travessa do Cais Novo, Rua Cândido Landolt, José Malgueira e Manuel Silva e por galerias comerciais. A via termina no Teatro Garrett, o grande teatro da Póvoa, em que os limites norte e sul da fachada inspiram-se em torres de castelos medievais.
Algum interesse imobiliário tem levado à recuperação de algum casario antigo e, recentemente, começaram a aparecer pequenas galerias de arte. Encontra-se ali também instalada, no número 8, a sede da Real Associação Humanitária dos Bombeiros Voluntários da Póvoa de Varzim e, no número 28, a antiga sede do Varzim Sport Club.

### Património
- Salão Teatro no n.º 10
- Teatro Garrett (Rua José Malgueira)
- Fachada no n.º 56 da Rua José Malgueira
- Sede dos Bombeiros
- Escola Primária dos Sininhos (Rua Manuel Silva)